# Paroligembia ethiopica
Paroligembia ethiopica is een insectensoort uit de familie Teratembiidae, die tot de orde webspinners (Embioptera) behoort. 
Paroligembia ethiopica is voor het eerst wetenschappelijk beschreven door Ross in 2006.